# Asota isthmia
Asota isthmia là một loài bướm đêm thuộc họ Erebidae. Nó được tìm thấy ở Trung Quốc, Indonesia, Papua New Guinea và Philippines.
Sải cánh dài 59–63 mm.